# یواس‌اس میدوی (سی‌وی-۴۱)
یواس‌اس میدوی (سی‌وی-۴۱) (به انگلیسی: USS Midway (CV-41)) یک کشتی بود که پهنای آن ۱۱۳ فوت (۳۴ متر) بود. این کشتی در سال ۱۹۴۵ ساخته شد.این ناو در سال ۱۹۹۲ بازنشسته شده در بندر کالیفرنیا به موزه تبدیل شده .